# Liga Antynazistowska
Liga Antynazistowska (ang. Anti-Nazi League) – brytyjska organizacja utworzona w 1977 r. w odpowiedzi na działania skrajnie prawicowych ugrupowań w Wielkiej Brytanii. Szczyt aktywności Anti-Nazi League przypadł na lata 1977-1981.